# Léo Coly
Pour les articles homonymes, voir Coly.

a Compétitions nationales et continentales officielles uniquement.

b Matchs officiels uniquement.
Dernière mise à jour le 21 août 2023.
Léo Coly, né le 9 septembre 1999 à Rennes, est un joueur français de rugby à XV jouant au poste demi de mêlée au sein du Montpellier HR.

## Biographie
Né à Rennes, en Bretagne, Léo Coly grandit à Biscarrosse, dans les Landes, où il découvre le rugby dans le club local en 2012.
Il fait ses débuts professionnels en club avec du Stade montois le 7 décembre 2018 contre l'US bressane.
International avec les moins de 20 ans depuis le Tournoi des Six nations 2019, il devient notamment titulaire de son équipe lors de la demi-finale et de la finale gagnées contre l'Afrique du Sud pendant la coupe du monde de la même année.
Alors qu'il est sous contrat avec le club landais jusqu'en 2025, il est approché par plusieurs clubs de Top 14 en vue de la saison 2022-2023.
En novembre 2021, il est invité dans l'équipe des Barbarians français pour affronter les Tonga au Matmut Stadium Gerland de Lyon. Les Baa-Baas s'imposent 42 à 17 grâce à six essais inscrits.
En janvier 2023, il est appelé pour la première fois en équipe de France par Fabien Galthié pour participer au Tournoi des Six Nations 2023,. Cependant, il se blesse une semaine avant le Tournoi et est absent au moins un mois, ce qui l'empêche de prendre part à la compétition.
À l'intersaison 2025, il signe un contrat en faveur de l'Aviron bayonnais en vue de la saison 2026-2027, pour une durée de trois ans.

## Palmarès

### En équipe nationale
- Vainqueur du Championnat du monde junior de rugby à XV en 2019

### Distinctions personnelles
- Nuit du rugby :
  - Meilleur joueur de Pro D2 en 2022[14]
  - Révélation de la saison 2021-2022[14]